# Municipio de Red Fish
El municipio de Red Fish (en inglés: Red Fish Township) es un municipio ubicado en el condado de Mellette en el estado estadounidense de Dakota del Sur. En el año 2010 tenía una población de 16 habitantes y una densidad poblacional de 0,14 personas por km².

## Geografía
El municipio de Red Fish se encuentra ubicado en las coordenadas 43°47′26″N 101°0′10″O / 43.79056, -101.00278. Según la Oficina del Censo de los Estados Unidos, el municipio tiene una superficie total de 112.37 km², de la cual 112,16 km² corresponden a tierra firme y (0,19 %) 0,21 km² es agua.

## Demografía
Según el censo de 2010, había 16 personas residiendo en el municipio de Red Fish. La densidad de población era de 0,14 hab./km². De los 16 habitantes, el municipio de Red Fish estaba compuesto por el 93,75 % blancos, el 6,25 % eran amerindios. Del total de la población el 0 % eran hispanos o latinos de cualquier raza.